# اثبات‌گرایی
پوزیتیویسم یا اثبات‌گرایی (یافت‌باوری) (به فرانسوی: Positivisme) بر اساس این دیدگاه است که در علوم طبیعی و اجتماعی، داده‌های برگرفته شده از «تجربه حسّی» و تلقی منطقی و ریاضی از این داده‌ها، تنها منبع همه شناخت‌های معتبر است.  داده‌هایی که می‌توان از راه حس‌ها به دست آورد را «شواهد تجربی»می گویند.
اثبات‌گرایی اصطلاحی فلسفی است که حداقل به دو معنیِ متفاوت به کار رفته‌است. این اصطلاح در قرنِ نوزدهم (قرن ۱۳ شمسی) توسطِ فیلسوف و جامعه‌شناسِ فرانسوی اگوست کنت ساخته شده و به کار رفت. کنت بر این باور بود که جبری تاریخی بشریت را به سمتی خواهد برد که نگرشِ دینی و فلسفی از بین رفته و تنها شکل از اندیشه که باقی می‌ماند متعلق به اندیشهٔ قطعی (positive) و تجربی علم است. در این عصرِ جدیدِ تاریخ، نهادهایِ اجتماعیِ مربوط به دین و فلسفه از بین خواهد رفت.

## پوزیتیویسم
در قرنِ بیستم در آلمان و انگلستان فلاسفه‌ای که تحقیقاتِ عمیق و وسیعی در رابطه با روش علم در شناخت جهان انجام می‌دادند برایِ آن که خود را از پوزیتیویستهای فرانسوی جدا کنند نامِ «پوزیتیویسمِ منطقی» را بر نگرش خود نهادند. این فلاسفه معتقد بودند که تنها بخشِ غیرتجربی (پیشینیِ) دانش بشر اصول منطق است که از تجربه حاصل نمی‌شوند و اندیشیدن را پیشاپیش محدود می‌کنند. هر شناخت دیگری که انسان می‌تواند کسب کند باید از راه تجربه به دست آید. اما بسیاری از گزاره‌هایی که ما در زندگی یا در فلسفه به کرات به کار می‌بریم اگر به درستی تحلیل شوند هیچ‌جا به تجربه متصل نمی‌شوند.
اثبات‌گرایی منطقی گذشته از اعتقاد به اعتبار علم تعریف دقیقی دارد: به هر گزاره‌ای که از جنسِ گزاره خبری باشد یک «شرایط صدق» تعلق می‌گیرد. شرایطِ صدق بیان می‌کنند که گزاره در چه شرایطی صادق و در چه شرایطی کاذب است. توجه کنید که «صدق» با «اثبات» خلط نشود؛ مثلاً گزارهٔ «باران می‌بارد» در برخی شرایط صادق است و در برخی شرایط کاذب. به عبارت دیگر شرایطِ صدق بیان می‌کنند که گزاره چه «وضعی از امور» (state of affairs) را توصیف می‌کند. پوزیتیویسم منطقی یعنی این اعتقاد که «معناًیِ هر گزاره همان شرایطِ صدقِ آن است». به این ترتیب هر گزاره‌ای که همیشه صادق یا همیشه کاذب یا همیشه نامعلوم باشد کاملاً بی‌معنا است؛ مثلاً این گزاره که «این اتفاق که افتاد قسمت بود» از نظرِ پوزیتیویست بی‌معنا ست، زیرا هر وضعی از امور پیش بیاید باز هم می‌توان این حرف را زد. پس این گزاره در واقع هیچ وضعی از امور را توصیف نمی‌کند.
هسته اصلی پوزیتیویسم منطقی را متفکران حلقه وین تشکیل می‌دادند که شامل رودلف کارناپ، موریتس شلیک، هانس رایشنباخ، هربرت فایگل، کورت گودل، هانس هان، فیلیپ فرانک، و اتو نویرث می‌شد. این افراد در سالهای ۱۹۲۲ تا اویل دهه ۱۹۳۰ در وین دور هم جمع می‌شدند و به تبادل نظر دربارهٔ فلسفه و مبانی علوم جدید می‌پرداختند. آنها در دوره متأثر از رساله منطقی-فلسفی ویتگنشتاین بودند. از افرادی که ارتباط نزدیکی با این حلقه داشتند، آلبرت اینشتین و لودویک ویتگنشتاین بودند. زمانی که ویتگنشتاین در وین اقامت داشت به درخواست شلیک در برخی جلسات گروه شرکت می‌کرد. پوزیتیویسم مدتی قابلِ ملاحظه سنتِ رایج در فلسفه علم بود، اما با ظهورِ نگرش‌هایِ جدید، و کارهای متفکرانی مانند کوهن و کواین کم‌کم به حاشیه رانده شدند.